# Open (album van I.O.S.)
Open is het zesde album van de Nederlandse band I.O.S.. Het album verscheen in 2007.

## Tracks
1. Open
2. Laatste trein
3. Hoofd onder water
4. Bang
5. M'n leven van mij
6. Wakker
7. Morgen
8. 1x vallen
9. Het wachten waard
10. Lichtjaren
11. De wereld draait door
12. Wacht op mij
13. (Bonus Track) "Hey zit het je tegen"